# Villongo
Villongo est une commune italienne de la province de Bergame, dans la région Lombardie.

## Histoire
Villongo est jumelée avec Seloncourt (Doubs).

## Administration
| Période                                  | Période | Identité | Étiquette | Qualité |
| ---------------------------------------- | ------- | -------- | --------- | ------- |
|                                          |         |          |           |         |
| Les données manquantes sont à compléter. |         |          |           |         |

### Hameaux
Sant'Alessandro, San Filastro

### Communes limitrophes
Adrara San Martino, Credaro, Foresto Sparso, Paratico, Sarnico, Zandobbio